# Hiéroclès (vétérinaire)
Pour les articles homonymes, voir Hiéroclès.
Hiéroclès est un juriste et un écrivain vétérinaire grec de l'Antiquité tardive, probablement actif vers le milieu du IVe siècle apr. J.-C. Il est l'auteur d'un traité de hippiatrie, qui est une version paraphrasée et plus élégante de celui d'Apsyrtos.